# Університет Гаджа Мада
Університет Гаджа Мада (індонез. Universitas Gadjah Mada; UGM) — публічний навчально-дослідницький університет, розташований в індонезійському місті Джок'якарта. Був заснований 19 грудня 1949 року, є одним з найстаріших та найбільших вищих навчальних закладів у країні. Вважається найпрестижнішим університетом Індонезії, поряд із Бандунзьким технологічним інститутом та Індонезійським університеом.
У 1940-х роках, за часів голландської влади, університет став першим вишем в країні, що мав медичний факультет, відкритий для місцевих жителів.
Університет має 18 факультетів, 27 науково-дослідних центрів. Студенти навчаються за 68 післяосвітніми, 23 дипломними, 104 магістерськими та 43 докторськими навчальними програмами. Університет одночасно готує близько 55 000 студентів, в тому числі 1 187 іноземців. Підготовку забезпечують 2 500 співробітників.
Університет носить ім'я Гаджа Мада, правителя Маджапахітської імперії XIV століття.

## Факультети
- Факультет механізації
- Сільськогосподарський факультет
- Зоологічний факультет
- Біологічний факультет
- Культурологічний (мистецтво й гуманітарні науки) факультет
- Стоматологічний факультет
- Факультет економіки та бізнесу
- Інженерний факультет
- Факультет лісової справи
- Географічний факультет
- Правничий факультет
- Факультет математики та природничих наук
- Медичний факультет
- Фармацевтичний факультет
- Філософський факультет
- Психологічний факультет
- Факультет соціальних та політичних наук
- Ветеринарний факультет
- Освітня школа
- Підготовча школа

## Науково-дослідні центри
- Агроекологічний центр
- Азійський і Тихоокеанський центр
- Центр біологічного контролю
- Центр біотехнологій
- Центр клінічної фармакології та медицини
- Центр культурології
- Центр економіки та демократії
- Центр економіки й суспільних наук
- Енергетичний центр
- Екологічний центр
- Центр харчових технологій
- Германський центр
- Японський центр
- Центр корисних копалин
- Центр морських технологій
- Центр дослідження стихійних лих
- Центр державної ідеології
- Демографічний центр
- Центр регіонального планування й розвитку
- Центр сільського розвитку
- Центр миру та безпеки
- Центр Південно-Східної Азії
- Центр туризму
- Центр транспорту й логістики
- Жіночий центр
- Центр світової торгівлі
- Інженерний центр